# Olivier Niyungeko
Alain Olivier Niyungeko (10 de outubro de 1970) é um treinador burundiano. Desde 2016, treina a seleção de seu país natal.

## Carreira
Sem experiência como futebolista profissional, Niyungeko iniciou sua carreira de técnico no LLB Académic.
Entre 2012 e 2013, comandou o Flambeau de l’Est, sendo campeão nacional em sua única temporada no clube. Trabalhou também como auxiliar-técnico do argelino Ahcene Aït-Abdelmalek durante 2 anos, e desde julho de 2016, treina a Seleção Burundinesa. Sob o comando de Niyungeko, o Burundi conquistou uma inédita classificação para a Copa das Nações Africanas, em 2019.

## Títulos
Flambeau de l'Est
- Campeonato Burundiano: 1 (2012–13)